# 176 Iduna
Iduna /iːˈduːnə/ (định danh hành tinh vi hình: 176 Iduna) là một tiểu hành tinh lớn ở vành đai chính. Thành phần cấu tạo của nó cũng tương tự như của tiểu hành tinh 1 Ceres.
Ngày 14 tháng 10 năm 1877, nhà thiên văn học người Mỹ gốc Đức Christian H. F. Peters phát hiện tiểu hành tinh Iduna khi ông thực hiện quan sát tại Đài quan sát Litchfield thuộc Đại học Hamilton ở Clinton, New York, Hoa Kỳ và đặt tên nó theo tên Ydun, một câu lạc bộ ở Stockholm (Thụy Điển) đã đứng ra tổ chức một hội nghị thiên văn học; Idun cũng là một nữ thần Bắc Âu.
Ngày 17 tháng 01 năm 1998, từ México người ta đã quan sát thấy Iduna che khuất một ngôi sao.